# Puchar Top Teams siatkarek (2001/2002)
Puchar Top Teams 2001/2002 – 2. sezon turnieju rozgrywanego od 2001 roku, organizowanego przez Europejską Konfederację Piłki Siatkowej (CEV) w ramach europejskich pucharów dla żeńskich klubowych zespołów siatkarskich "starego kontynentu".

## Drużyny uczestniczące
- Sliedrecht Sport
- Hit Nova Gorica
- Bank Pocztowy Bydgoszcz
- ŽOK Tuzla
- Elverket Vallentuna
- Dobrinja Sarajewo
- Radnički-Jugopetrol Belgrad
- Slávia UK DGT Bratysława
- USSP Albi
- Kanti Schaffhausen
- ŽOK Rijeka
- Kometal Student Skopje
- Jedinstvo Užice
- TI TWK Innsbruck
- Arke Pollux Oldenzaal
- AEK Kition
- Lewski Siconco Sofia
- Azərreyl Baku
- AEL Limassol
- Uniwiersitietg Biełgorod
- Belbusinessbank Mińsk
- Speks-R Ryga
- Hapoel Ironi Kiryat Ata
- Radegast Vo Lapos Frenstat
- Castelo Da Maia GC
- VC Mamer
- Zeiler Köniz
- Davshanim Raanana
- Boavista Porto
- Fortis Herentals
- Teuta Durres
- Dynamo-Dżinestra Odessa
- Asterix Kieldrecht
- Telekom Post Wiedeń
- Panellinios Ateny
- Filathletic Club Vrilissia

## Rozgrywki

### Runda wstępna
| Data       | Drużyna 1                   | Wynik | Drużyna 2                  | Sety                              |
| ---------- | --------------------------- | ----- | -------------------------- | --------------------------------- |
| 06.10.2001 | Sliedrecht Sport            | 1:3   | Hit Nova Gorica            | 19:25, 26:28, 25:13, 22:25        |
| 13.10.2001 | Sliedrecht Sport            | 1:3   | Hit Nova Gorica            | 25:23, 21:25, 15:25, 16:25        |
| 12.10.2001 | Bank Pocztowy Bydgoszcz     | 3:0   | ŽOK Tuzla                  | 25:14, 25:13, 25:20               |
| 14.10.2001 | Bank Pocztowy Bydgoszcz     | 3:0   | ŽOK Tuzla                  | 25:14, 25:8, 25:10                |
| 06.10.2001 | Elverket Vallentuna         | 3:0   | Dobrinja Sarajewo          | 25:6, 25:22, 25:18                |
| 07.10.2001 | Elverket Vallentuna         | 3:0   | Dobrinja Sarajewo          | 25:19, 25:11, 25:12               |
| 06.10.2001 | Radnicki-Jugopetrol Belgrad | 0:3   | Slávia UK DGT Bratysława   | 22:25, 24:26, 17:25               |
| 14.10.2001 | Radnicki-Jugopetrol Belgrad | 0:3   | Slávia UK DGT Bratysława   | 16:25, 19:25, 18:25               |
| 06.10.2001 | USSP Albi                   | 3:0   | Kanti Schaffhausen         | 25:20, 25:20, 25:20               |
| 14.10.2001 | USSP Albi                   | 3:2   | Kanti Schaffhausen         | 25:16, 19:25, 25:22, 20:25, 17:15 |
| 06.10.2001 | ŽOK Rijeka                  | 0:3   | Kometal Student Skopje     | 21:25, 16:25, 14:25               |
| 13.10.2001 | ŽOK Rijeka                  | 0:3   | Kometal Student Skopje     | 16:25, 10:25, 20:25               |
| 06.10.2001 | Jedinstvo Užice             | 3:0   | TI TWK Innsbruck           | 25:21, 25:16, 25:15               |
| 07.10.2001 | Jedinstvo Užice             | 3:0   | TI TWK Innsbruck           | 25:20, 25:13, 25:15               |
| 06.10.2001 | Arke Pollux Oldenzaal       | 3:0   | AEK Kition                 | 25:14, 25:14, 25:7                |
| 14.10.2001 | Arke Pollux Oldenzaal       | 3:0   | AEK Kition                 | 25:5, 25:10, 25:9                 |
| 07.10.2001 | Lewski Siconco Sofia        | 3:2   | Azərreyl Baku              | 25:17, 19:25, 25:22, 20:25, 15:13 |
| 14.10.2001 | Lewski Siconco Sofia        | 1:3   | Azərreyl Baku              | 23:25, 15:25, 25:21, 19:25        |
| 06.10.2001 | AEL Limassol                | 0:3   | Uniwiersitiet Biełgorod    | 7:25, 4:25, 13:25                 |
| 07.10.2001 | AEL Limassol                | 0:3   | Uniwiersitiet Biełgorod    | 8:25, 8:25, 14:25                 |
| 07.10.2001 | Belbusinessbank Mińsk       | 3:0   | Speks-R Ryga               | 26:24, 25:18, 25:21               |
| 13.10.2001 | Belbusinessbank Mińsk       | 3:0   | Speks-R Ryga               | 29:27, 25:14, 25:20               |
| 13.10.2001 | Hapoel Ironi Kiryat Ata     | 3:0   | Radegast Vo Lapos Frenstat | walkower                          |
| 14.10.2001 | Hapoel Ironi Kiryat Ata     | 3:0   | Radegast Vo Lapos Frenstat | walkower                          |
| 06.10.2001 | Castelo Da Maia GC          | 3:0   | VC Mamer                   | 25:10, 25:16, 25:18               |
| 13.10.2001 | Castelo Da Maia GC          | 3:0   | VC Mamer                   | 25:23, 25:14, 25:21               |
| 12.10.2001 | Zeiler Köniz                | 3:0   | Davshanim Raanana          | 25:14, 25:13, 25:20               |
| 13.10.2001 | Zeiler Köniz                | 3:0   | Davshanim Raanana          | 25:14, 25:10, 25:14               |
| 13.10.2001 | Boavista Porto              | 3:0   | DHG Odense                 | 25:19, 25:10, 25:17               |
| 14.10.2001 | Boavista Porto              | 3:0   | DHG Odense                 | 25:16, 25:19, 25:19               |
| 07.10.2001 | Fortis Herentals            | 3:0   | Teuta Durres               | 25:10, 25:12, 25:22               |
| 08.10.2001 | Fortis Herentals            | 3:0   | Teuta Durres               | 25:19, 25:14, 25:18               |

### Faza grupowa

#### Grupa A
Tabela
| Lp. | Drużyna                  | Pkt | Mecze | Mecze | Mecze | Sety | Sety | Sety  | Małe punkty | Małe punkty | Małe punkty |
| Lp. | Drużyna                  | Pkt | M     | W     | P     | wyg. | prz. | ratio | zdob.       | str.        | ratio       |
| --- | ------------------------ | --- | ----- | ----- | ----- | ---- | ---- | ----- | ----------- | ----------- | ----------- |
| 1   | Bank Pocztowy Bydgoszcz  | 12  | 6     | 6     | 0     | 18   | 4    | 4.500 | 530         | 423         | 1.253       |
| 2   | Dynamo-Dżinestra Odessa  | 10  | 6     | 4     | 2     | 14   | 8    | 1.750 | 496         | 451         | 1.100       |
| 3   | Asterix Kieldrecht       | 8   | 6     | 2     | 4     | 8    | 12   | 0.667 | 427         | 469         | 0.910       |
| 4   | Slávia UK DGT Bratysława | 6   | 6     | 0     | 6     | 2    | 18   | 0.111 | 387         | 497         | 0.779       |

Wyniki
| Data          | Drużyna 1                | Wynik | Drużyna 2                | Sety                              |
| ------------- | ------------------------ | ----- | ------------------------ | --------------------------------- |
| 05.12.01.2002 | Bank Pocztowy Bydgoszcz  | 3:0   | Dynamo-Dżinestra Odessa  | 25:18, 25:16, 25:20               |
| 05.12.01.2002 | Asterix Kieldrecht       | 3:0   | Slávia UK DGT Bratysława | 25:21, 25:21, 25:18               |
|               |                          |       |                          |                                   |
| 12.12.01.2002 | Dynamo-Dżinestra Odessa  | 3:0   | Asterix Kieldrecht       | 25:20, 25:20, 25:19               |
| 13.12.01.2002 | Slávia UK DGT Bratysława | 1:3   | Bank Pocztowy Bydgoszcz  | 25:22, 20:25, 22:25, 8:25         |
|               |                          |       |                          |                                   |
| 18.12.01.2002 | Slávia UK DGT Bratysława | 1:3   | Dynamo-Dżinestra Odessa  | 18:25, 21:25, 25:20, 13:25        |
| 19.12.01.2002 | Asterix Kieldrecht       | 0:3   | Bank Pocztowy Bydgoszcz  | 24:26, 26:28, 20:25               |
|               |                          |       |                          |                                   |
| 09.01.02.2002 | Bank Pocztowy Bydgoszcz  | 3:1   | Asterix Kieldrecht       | 25:12, 22:25, 25:14, 25:12        |
| 10.01.02.2002 | Dynamo-Dżinestra Odessa  | 3:0   | Slávia UK DGT Bratysława | 25:19, 25:16, 25:18               |
|               |                          |       |                          |                                   |
| 16.01.02.2002 | Bank Pocztowy Bydgoszcz  | 3:0   | Slávia UK DGT Bratysława | 25:16, 25:14, 30:28               |
| 16.01.02.2002 | Asterix Kieldrecht       | 1:3   | Dynamo-Dżinestra Odessa  | 16:25, 25:19, 23:25, 21:25        |
|               |                          |       |                          |                                   |
| 22.01.02.2002 | Slávia UK DGT Bratysława | 0:3   | Asterix Kieldrecht       | 22:25, 23:25, 19:25               |
| 22.01.02.2002 | Dynamo-Dżinestra Odessa  | 2:3   | Bank Pocztowy Bydgoszcz  | 21:25, 20:25, 25:23, 25:14, 12:15 |

#### Grupa B
Tabela
| Lp. | Drużyna                 | Pkt | Mecze | Mecze | Mecze | Sety | Sety | Sety  | Małe punkty | Małe punkty | Małe punkty |
| Lp. | Drużyna                 | Pkt | M     | W     | P     | wyg. | prz. | ratio | zdob.       | str.        | ratio       |
| --- | ----------------------- | --- | ----- | ----- | ----- | ---- | ---- | ----- | ----------- | ----------- | ----------- |
| 1   | Telekom Post Wiedeń     | 8   | 4     | 4     | 0     | 12   | 2    | 6.000 | 350         | 262         | 1.336       |
| 2   | Hapoel Ironi Kiryat Ata | 5   | 4     | 1     | 3     | 4    | 9    | 0.444 | 269         | 305         | 0.882       |
| 3   | Panellinios Ateny       | 5   | 4     | 1     | 3     | 4    | 9    | 0.444 | 262         | 314         | 0.834       |

Wyniki
| Data          | Drużyna 1               | Wynik | Drużyna 2               | Sety                       |
| ------------- | ----------------------- | ----- | ----------------------- | -------------------------- |
| 22.01.02.2002 | Hapoel Ironi Kiryat Ata | 1:3   | Telekom Post Wiedeń     | 25:23, 16:25, 19:25, 14:25 |
| 12.12.01.2002 | Panellinios Ateny       | 3:0   | Hapoel Ironi Kiryat Ata | 25:19, 25:23, 25:20        |
| 20.12.01.2002 | Telekom Post Wiedeń     | 3:0   | Panellinios Ateny       | 30:28, 25:21, 25:11        |
|               |                         |       |                         |                            |
| 09.01.02.2002 | Panellinios Ateny       | 1:3   | Telekom Post Wiedeń     | 20:25, 25:22, 13:25, 12:25 |
| 13.12.01.2002 | Hapoel Ironi Kiryat Ata | 3:0   | Panellinios Ateny       | 25:18, 25:17, 25:22        |
| 23.01.02.2002 | Telekom Post Wiedeń     | 3:0   | Hapoel Ironi Kiryat Ata | 25:19, 25:20, 25:19        |

#### Grupa C
Tabela
| Lp. | Drużyna          | Pkt | Mecze | Mecze | Mecze | Sety | Sety | Sety  | Małe punkty | Małe punkty | Małe punkty |
| Lp. | Drużyna          | Pkt | M     | W     | P     | wyg. | prz. | ratio | zdob.       | str.        | ratio       |
| --- | ---------------- | --- | ----- | ----- | ----- | ---- | ---- | ----- | ----------- | ----------- | ----------- |
| 1   | Fortis Herentals | 8   | 4     | 4     | 0     | 12   | 2    | 6.000 | 344         | 262         | 1.313       |
| 2   | Hit Nova Gorica  | 5   | 4     | 1     | 3     | 5    | 9    | 0.556 | 283         | 318         | 0.890       |
| 3   | Boavista Porto   | 5   | 4     | 1     | 3     | 5    | 11   | 0.455 | 319         | 366         | 0.872       |

Wyniki
| Data          | Drużyna 1        | Wynik | Drużyna 2        | Sety                             |
| ------------- | ---------------- | ----- | ---------------- | -------------------------------- |
| 05.12.01.2002 | Hit Nova Gorica  | 3:0   | Boavista Porto   | 25:21, 25:21, 25:18              |
| 11.12.01.2002 | Fortis Herentals | 3:0   | Hit Nova Gorica  | 25:14, 25:22, 25:20              |
| 19.12.01.2002 | Boavista Porto   | 1:3   | Fortis Herentals | 20:25, 14:25, 25:23, 16:25       |
|               |                  |       |                  |                                  |
| 09.01.02.2002 | Fortis Herentals | 3:1   | Boavista Porto   | 25:21, 25:14, 21:25, 25:16       |
| 16.01.02.2002 | Hit Nova Gorica  | 0:3   | Fortis Herentals | 16:25, 22:25, 17:25              |
| 22.01.02.2002 | Boavista Porto   | 3:2   | Hit Nova Gorica  | 25:20, 20:25, 25:21, 23:25, 15:6 |

#### Grupa D
Tabela
| Lp. | Drużyna               | Pkt | Mecze | Mecze | Mecze | Sety | Sety | Sety  | Małe punkty | Małe punkty | Małe punkty |
| Lp. | Drużyna               | Pkt | M     | W     | P     | wyg. | prz. | ratio | zdob.       | str.        | ratio       |
| --- | --------------------- | --- | ----- | ----- | ----- | ---- | ---- | ----- | ----------- | ----------- | ----------- |
| 1   | Castêlo da Maia GC    | 8   | 4     | 4     | 0     | 12   | 5    | 2.400 | 383         | 359         | 1.067       |
| 2   | Arke Pollux Oldenzaal | 6   | 4     | 2     | 2     | 8    | 6    | 1.333 | 324         | 278         | 1.165       |
| 3   | Belbusinessbank Mińsk | 4   | 4     | 0     | 4     | 3    | 12   | 0.250 | 286         | 356         | 0.803       |

Wyniki
| Data          | Drużyna 1             | Wynik | Drużyna 2             | Sety                              |
| ------------- | --------------------- | ----- | --------------------- | --------------------------------- |
| 06.12.01.2002 | Castelo Da Maia GC    | 3:2   | Arke Pollux Oldenzaal | 25:22, 20:25, 17:25, 25:22, 15:13 |
| 13.12.01.2002 | Arke Pollux Oldenzaal | 3:0   | Belbusinessbank Mińsk | 25:17, 25:6, 25:19                |
| 19.12.01.2002 | Belbusinessbank Mińsk | 1:3   | Castelo Da Maia GC    | 25:16, 17:25, 20:25, 21:25        |
|               |                       |       |                       |                                   |
| 06.01.02.2002 | Castelo Da Maia GC    | 3:2   | Belbusinessbank Mińsk | 25:27, 25:20, 25:27, 25:21, 15:7  |
| 15.01.02.2002 | Belbusinessbank Mińsk | 0:3   | Arke Pollux Oldenzaal | 18:25, 19:25, 22:25               |
| 22.01.02.2002 | Arke Pollux Oldenzaal | 0:3   | Castelo Da Maia GC    | 23:25, 23:25, 21:25               |

#### Grupa E
Tabela
| Lp. | Drużyna                    | Pkt | Mecze | Mecze | Mecze | Sety | Sety | Sety  | Małe punkty | Małe punkty | Małe punkty |
| Lp. | Drużyna                    | Pkt | M     | W     | P     | wyg. | prz. | ratio | zdob.       | str.        | ratio       |
| --- | -------------------------- | --- | ----- | ----- | ----- | ---- | ---- | ----- | ----------- | ----------- | ----------- |
| 1   | Jedinstvo Užice            | 11  | 6     | 5     | 1     | 15   | 6    | 2.500 | 501         | 422         | 1.187       |
| 2   | USSP Albi                  | 11  | 6     | 5     | 1     | 15   | 7    | 2.143 | 476         | 417         | 1.141       |
| 3   | Filathletic Club Vrilissia | 7   | 6     | 1     | 5     | 10   | 15   | 0.667 | 516         | 547         | 0.943       |
| 4   | Kometal Skopje             | 7   | 6     | 1     | 5     | 4    | 16   | 0.250 | 361         | 468         | 0.771       |

Wyniki
| Data          | Drużyna 1                  | Wynik | Drużyna 2                  | Sety                              |
| ------------- | -------------------------- | ----- | -------------------------- | --------------------------------- |
| 04.12.01.2002 | Jedinstvo Užice            | 3:0   | USSP Albi                  | 25:18, 25:20, 25:9                |
| 05.12.01.2002 | Filathletic Club Vrilissia | 3:0   | Kometal Student Skopje     | 25:20, 25:19, 25:16               |
|               |                            |       |                            |                                   |
| 12.12.01.2002 | USSP Albi                  | 3:2   | Filathletic Club Vrilissia | 19:25, 25:19, 21:25, 25:20, 15:12 |
| 13.12.01.2002 | Kometal Student Skopje     | 1:3   | Jedinstvo Užice            | 12:25, 25:20, 21:25, 19:25        |
|               |                            |       |                            |                                   |
| 19.12.01.2002 | Filathletic Club Vrilissia | 1:3   | Jedinstvo Užice            | 23:25, 25:21, 23:25, 19:25        |
| 19.12.01.2002 | Kometal Student Skopje     | 0:3   | USSP Albi                  | 19:25, 18:25, 11:25               |
|               |                            |       |                            |                                   |
| 09.01.02.2002 | USSP Albi                  | 3:0   | Kometal Student Skopje     | 25:17, 25:11, 25:8                |
| 09.01.02.2002 | Jedinstvo Užice            | 3:1   | Filathletic Club Vrilissia | 22:25, 25:16, 25:20, 25:22        |
|               |                            |       |                            |                                   |
| 16.01.02.2002 | Filathletic Club Vrilissia | 2:3   | USSP Albi                  | 12:25, 18:25, 25:19, 25:13, 14:16 |
| 17.01.02.2002 | Jedinstvo Užice            | 3:0   | Kometal Student Skopje     | 25:20, 25:12, 25:17               |
|               |                            |       |                            |                                   |
| 22.01.02.2002 | Kometal Student Skopje     | 3:1   | Filathletic Club Vrilissia | 25:19, 21:25, 25:13, 25:16        |
| 22.01.02.2002 | USSP Albi                  | 3:0   | Jedinstvo Užice            | 25:17, 26:24, 25:22               |

#### Grupa F
Tabela
| Lp. | Drużyna                 | Pkt | Mecze | Mecze | Mecze | Sety | Sety | Sety  | Małe punkty | Małe punkty | Małe punkty |
| Lp. | Drużyna                 | Pkt | M     | W     | P     | wyg. | prz. | ratio | zdob.       | str.        | ratio       |
| --- | ----------------------- | --- | ----- | ----- | ----- | ---- | ---- | ----- | ----------- | ----------- | ----------- |
| 1   | Azərreyl Baku           | 7   | 4     | 3     | 1     | 11   | 7    | 1.571 | 413         | 360         | 1.147       |
| 2   | Zeiler Köniz            | 6   | 4     | 2     | 2     | 9    | 10   | 0.900 | 392         | 416         | 0.942       |
| 3   | Uniwiersitiet Biełgorod | 5   | 4     | 1     | 3     | 8    | 11   | 0.727 | 404         | 433         | 0.933       |

Wyniki
| Data          | Drużyna 1               | Wynik | Drużyna 2               | Sety                              |
| ------------- | ----------------------- | ----- | ----------------------- | --------------------------------- |
| 05.12.01.2002 | Zeiler Köniz            | 3:2   | Uniwiersitiet Biełgorod | 25:27, 25:23, 25:19, 21:25, 15:13 |
| 12.12.01.2002 | Azərreyl Baku           | 3:1   | Zeiler Köniz            | 25:17, 22:25, 25:14, 25:12        |
| 19.12.01.2002 | Uniwiersitiet Biełgorod | 1:3   | Azərreyl Baku           | 26:24, 19:25, 24:26, 15:25        |
|               |                         |       |                         |                                   |
| 09.01.02.2002 | Azərreyl Baku           | 3:2   | Uniwiersitiet Biełgorod | 29:31, 25:17, 22:25, 25:22, 15:6  |
| 16.01.02.2002 | Zeiler Köniz            | 3:2   | Azərreyl Baku           | 20:25, 22:25, 25:18, 25:21, 15:11 |
| 22.01.02.2002 | Uniwiersitiet Biełgorod | 3:2   | Zeiler Köniz            | 24:26, 25:18, 22:25, 26:24, 15:13 |

### Ćwierćfinał
| Data       | Drużyna 1               | Wynik | Drużyna 2               | Sety                       |
| ---------- | ----------------------- | ----- | ----------------------- | -------------------------- |
| 14.02.2002 | Dynamo-Dżinestra Odessa | 0:3   | Azərreyl Baku           | 18:25, 22:25, 18:25        |
| 15.02.2002 | Dynamo-Dżinestra Odessa | 0:3   | Azərreyl Baku           | 23:25, 19:25, 20:25        |
| 13.02.2002 | Jedinstvo Užice         | 3:2   | Castelo Da Maia Gc      | 25:21, 22:25, 25:22, 25:23 |
| 20.02.2002 | Jedinstvo Užice         | 3:1   | Castelo Da Maia Gc      |                            |
| 14.02.2002 | Fortis Herentals        | 3:1   | Bank Pocztowy Bydgoszcz | 25:23, 18:25, 25:21, 25:19 |
| 20.02.2002 | Fortis Herentals        | 0:3   | Bank Pocztowy Bydgoszcz | 18:25, 19:25, 13:25        |
| 14.02.2002 | Telekom Post Wiedeń     | 3:0   | USSP Albi               | 25:16, 25:21, 25:19        |
| 20.02.2002 | Telekom Post Wiedeń     | 3:1   | USSP Albi               | 16:25, 25:17, 25:16, 25:22 |

### Turniej finałowy
Baku

#### Półfinał
| Data       | Drużyna 1       | Wynik | Drużyna 2               | Sety                       |
| ---------- | --------------- | ----- | ----------------------- | -------------------------- |
| 09.03.2002 | Jedinstvo Užice | 3:1   | Telekom Post Wiedeń     | 22:25, 25:17, 25:22, 25:10 |
| 09.03.2002 | Azərreyl Baku   | 3:0   | Bank Pocztowy Bydgoszcz | 26:24, 25:17, 25:16        |

#### Mecz o 3. miejsce
| Data       | Drużyna 1               | Wynik | Drużyna 2           | Sety                              |
| ---------- | ----------------------- | ----- | ------------------- | --------------------------------- |
| 10.03.2002 | Bank Pocztowy Bydgoszcz | 3:2   | Telekom Post Wiedeń | 23:25, 24:26, 25:22, 25:23, 16:14 |

#### Finał
| Data       | Drużyna 1     | Wynik | Drużyna 2       | Sety                |
| ---------- | ------------- | ----- | --------------- | ------------------- |
| 10.03.2002 | Azərreyl Baku | 3:0   | Jedinstvo Užice | 25:13, 25:15, 25:13 |

## Klasyfikacja końcowa
| Miejsce | Drużyna                 |
| ------- | ----------------------- |
| złoto   | Azərreyl Baku           |
| srebro  | Jedinstvo Užice         |
| brąz    | Bank Pocztowy Bydgoszcz |
| 4.      | Telekom Post Wiedeń     |